# Tiếng Ibibio
Tiếng Ibibio là ngôn ngữ mẹ đẻ của người Ibibio tại các bang Akwa Ibom và Abia, Nigeria, thuộc cụm phương ngữ Ibibio-Efik của nhóm ngôn ngữ Sông Cross. Tên Ibibio đôi khi chỉ cho toàn bộ cụm phương ngữ. Vào thời tiền thuộc địa, tiếng Ibibio (cùng với tiếng Igbo, tiếng Efik, tiếng Anaang và tiếng Ejagham) được viết bằng hệ thống chữ tượng hình Nsibidi.